# Pursuit of Happiness
Singles de Kid Cudi
Make Her Say
(2009) Memories
(2010)
Singles par MGMT
Kids
(2009) Flash Delirium
(2010)
Singles par Ratatat
Mirando
(2009) Party with Children
(2010)
Pursuit of Happiness est une chanson de l'artiste américain de hip-hop Kid Cudi sortie le 25 janvier 2010 en featuring avec le groupe américain MGMT et Ratatat. Il s'agit du 3e single extrait de l'album Man on the Moon: The End of Day. La chanson a été écrite par Scott Mescudi, Evan Mast, Mike Stroud et produite par Ratatat. Pursuit of Happiness est certifié disque de platine aux États-Unis. 

## Clip vidéo
La première version du clip, réalisée par Brody Baker et produite par Josh Hartnett, montre Kid Cudi dans une fête. Les images défilent au ralenti. Ben Goldwasser de MGMT fait une apparition, au même titre que Consequence, Johnny Polygon (en) et Drake.
La seconde vidéo, dirigée par les français Megaforce, montre Kid Cudi se réveillant. Les membres de Ratatat y apparaissent.

## Remixes et reprises
La chanteuse folk Lissie a repris la chanson en concert et l’inclura plus tard sur son EP de reprises Covered Up with Flowers. En 2012, le rappeur Schoolboy Q sample la version de Lissie pour son titre Hands on the Wheel, extrait de l'album Habits & Contradictions.
Le DJ d'electro Steve Aoki a remixé la chanson. Ce remix est présent sur la bande originale du film Projet X.

## Classement hebdomadaire
| Classement (2009-2012)                        | Meilleure position |
| --------------------------------------------- | ------------------ |
| Allemagne (Media Control AG)                  | 51                 |
| Australie (ARIA)                              | 41                 |
| Autriche (Ö3 Austria Top 40)                  | 46                 |
| Belgique (Flandre Ultratop 50 Singles)        | 9                  |
| Belgique (Wallonie Ultratop 50 Singles)       | 3                  |
| Canada (Canadian Hot 100)                     | 76                 |
| États-Unis (Hot 100)                          | 59                 |
| France (SNEP)                                 | 2                  |
| France (Club 40)                              | 1                  |
| Irlande (IRMA)                                | 24                 |
| Pays-Bas (Single Top 100)                     | 49                 |
| Suède (Sverigetopplistan)                     | 39                 |
| Suisse (Schweizer Hitparade)                  | 50                 |
| Royaume-Uni Singles (Official Charts Company) | 64                 |
| Royaume-Uni (UK R&B Chart)                    | 3                  |

## Certifications
| Pays              | Certifications |
| ----------------- | -------------- |
| Australie (ARIA)  | Platine        |
| Belgique (BEA)    | Or             |
| États-Unis (RIAA) | Platine        |